# Лубниці (гміна, Верушовський повіт)
Гміна Лубниці (пол. Gmina Łubnice) — сільська гміна у центральній Польщі. Належить до Верушовського повіту Лодзинського воєводства.
Станом на 31 грудня 2011 у гміні проживало 4134 особи.

## Площа
Згідно з даними за 2007 рік площа гміни становила 60.90 км², у тому числі:
- орні землі: 87.00%
- ліси: 10.00%

Таким чином, площа гміни становить 10.57% площі повіту.

## Населення
Станом на 31 грудня 2011:
| Опис     | Загалом | Загалом | Чоловіки | Чоловіки | Жінки | Жінки |
| -------- | ------- | ------- | -------- | -------- | ----- | ----- |
| одиниця  | осіб    | %       | осіб     | %        | осіб  | %     |
| все      | 4134    | 100     | 2044     | 49.44    | 2090  | 50.56 |
| міське   | 0       | 100     | 0        |          | 0     |       |
| сільське | 4134    | 100     | 2044     | 49.44    | 2090  | 50.56 |

## Сусідні гміни
Гміна Лубніце межує з такими гмінами: Бичина, Біла, Болеславець, Ґожув-Шльонський, Скомлін, Частари.